# 씨엔플러스
씨엔플러스(CNPlus Co. Ltd.)는 대한민국의 커넥터 제조 기업이다. 본사는 경기도 시흥시 시화벤처로 305 B동(정왕동)에 위치해 있으며 대표이사는 정상옥이다.

## 논란
- 2018년 '관리종목의 경영권 변동사실' 사유로 인한 상장적격성 실질심사 사유 발생으로 거래가 정지되었다[3]
- 영업실적을 부풀리기 위해 매출을 허위계상하고 2019년과 2020년에 당기순이익을 과대계상하여 증권선물위원회로부터 과징금, 감사인지정 2년, 전 대표임원 해임 권고 상당, 전 담당임원 면직권고 상당, 시정요구을 받았다[4]

## 상장
2011년 11월 2일에 공모가 11,500원에 상장하였다.

## 참고문헌
1. ↑  씨엔플러스 "지난해 누적매출 45.1%↑흑자전환", 아주뉴스, 2023-02-16
2. ↑  조민상, 한국IR협의회 기업리서치센터 기술분석보고서-씨엔플러스, 2023.07.13.
3. ↑  이소연, 거래재개 후 엇갈린 희비…골드앤에스 '웃고' 씨엔플러스 '울고', 한국경제, 2022년 4월 26일
4. ↑  안유리, 증선위, 회계처리 기준 위반 씨엔플러스·계양전기 과징금 의결, 이투데이, 2024-02-28